# بدون تو (ترانه د کید لروی)
«بدون تو» (انگلیسی: Without You) ترانه‌ای از رپر و خوانندهٔ استرالیایی د کید لروی از نسخهٔ لوکس نخستین میکس‌تیپ خود، فاک لاو (۲۰۲۰) است. این ترانه در ۱۸ دسامبر ۲۰۲۰ به عنوان پنجمین تک‌آهنگ کلی از این میکس‌تیپ در رادیوهای آلترناتیو منتشر شد.
در ۳۰ آوریل ۲۰۲۱ نسخهٔ ریمیکسی از «بدون تو» با خوانندهٔ آمریکایی مایلی سایرس منتشر شد. د کید لروی ابتدا در حین مصاحبه‌ای با بیلبورد در ۶ آوریل در مورد همکاری آینده با سایرس صحبت کرد. خود ریمیکس نخستین بار در ویدئوی تیک‌تاک سایرس در ۲۱ آوریل پیش نمایش داده شد، و تاریخ انتشار توسط هر دو هنرمند در ۲۳ آوریل اعلام شد. این نخستین انتشار سایرس از زمان امضای قرارداد با کلمبیا رکوردز در مارس ۲۰۲۱ بود.
این ترانه در هفته ۱۹ دسامبر ۲۰۲۰ با شمارهٔ ۶۳ در بیلبورد هات ۱۰۰ آغاز به کار کرد و در مهٔ ۲۰۲۱ به شمارهٔ ۲۳ رسید. ریمیکس با حضور سایرس، محبوبیت ترانه را بعداً افزایش داد و به شمارهٔ ۸ بیلبورد هات ۱۰۰ رسید. این ترانه در استرالیا نیز در جایگاه نخست جدول قرار گرفت.